# Odprto prvenstvo ZDA 1997
Odprto prvenstvo ZDA 1997 je teniški turnir za Grand Slam, ki je med 25. avgustom in 7. septembrom 1997 potekal v New Yorku.

## Moški posamično
Patrick Rafter :  Greg Rusedski, 6–3, 6–2, 4–6, 7–5

## Ženske posamično
Martina Hingis :  Venus Williams, 6–0, 6–4

## Moške dvojice
Jevgenij Kafelnikov /  Daniel Vacek :  Jonas Björkman /  Nicklas Kulti, 7–6(10–8), 6–3

## Ženske  dvojice
Lindsay Davenport /  Jana Novotná :  Gigi Fernández /  Natalija Zverjeva, 6–3, 6–4

## Mešane dvojice
Manon Bollegraf /  Rick Leach :  Mercedes Paz /  Pablo Albano, 3–6, 7–5, 7–6(7–3)